# Liste der Herrscher namens Ernst
Ernst hießen folgende Herrscher:

## Ernst I.
- Ernst I., Grenzgraf im Nordgau, † 865, siehe Ernst (Nordgau)
- Ernst I. (Schwaben), Herzog (1012–1015)
- Ernst I. (Braunschweig-Göttingen), Herzog (1318–1367)
- Ernst I. (Braunschweig-Grubenhagen), Herzog von Osterode (1322–1361)
- Ernst I. von Baden-Durlach, Markgraf (1533), siehe Ernst (Baden-Durlach)
- Ernst I. (Braunschweig-Lüneburg), Herzog (1520–1546)
- Ernst I. (Sachsen-Gotha-Altenburg), Herzog (1601–1675)
- Ernst I. (Hessen-Rheinfels-Rotenburg), Landgraf (1658–1693)
- Ernst I. (Sachsen-Coburg und Gotha), Herzog (1784–1844)
- Ernst I. (Sachsen-Altenburg), Herzog (1826–1908)
- Ernst I. zu Hohenlohe-Langenburg, nichtregierender Fürst (1794–1860)

## Ernst II.
- Ernst II. (Schwaben), Herzog (1015–1030)
- Ernst II. (Braunschweig-Grubenhagen), Herzog von Herzberg († um 1400)
- Ernst II. (Braunschweig-Lüneburg), Herzog (1592–1611)
- Ernst II. (Sachsen-Gotha-Altenburg), Herzog (1772–1804)
- Ernst II. (Sachsen-Coburg und Gotha), Herzog (1844–1893)
- Ernst II. (Sachsen-Altenburg), Herzog (1908–1918)
- Ernst II. Leopold (Hessen-Rotenburg), Landgraf (1725–1749)
- Ernst II. zu Hohenlohe-Langenburg, nichtregierender Fürst
- Ernst II. von Sachsen, Erzbischof von Magdeburg (1476–1513)

## Ernst III.
- Ernst III. (Braunschweig-Grubenhagen) (1518–1567), Herzog von Braunschweig-Grubenhagen
- Ernst III. von Habsburg (1553–1595), Statthalter von Niederösterreich, siehe Ernst von Österreich (1553–1595)
- Ernst III. von Sachsen-Coburg-Saalfeld (1784–1844), Herzog von Sachsen-Coburg-Saalfeld, siehe Ernst I. (Sachsen-Coburg und Gotha)

## Ernst IV.
- Ernst III. (Braunschweig-Grubenhagen), Herzog († 1567)
- Ernst IV. (Mansfeld-Eisleben), Graf

## Ernst VII.
- Ernst VII. von Hohnstein (1562–1593), Graf

## Ernst...
- Ernst von Hessen-Philippsthal (1846–1925), Landgraf von Hessen-Philippsthal
- Ernst August (Braunschweig), Herzog (1913–1918)
- Ernst August (Hannover), Kurfürst (1629–1698)
- Ernst August (Schleswig-Holstein-Sonderburg-Augustenburg), Herzog (1692–1731)
- Ernst August I. (Hannover), König (1771–1851)
- Ernst August I. (Sachsen-Weimar-Eisenach), Herzog (1688–1748)
- Ernst August II. (Sachsen-Weimar-Eisenach), Herzog (1756–1758)
- Ernst August II. von Hannover, Fürstbischof von Osnabrück (1674–1728)
- Ernst August von Hannover (1845–1923), Kronprinz von Hannover, Herzog von Braunschweig-Lüneburg
- Ernst Casimir (Nassau-Dietz), Graf und Statthalter von Friesland (1620–1632)
- Ernst Casimir I. zu Ysenburg und Büdingen (1781–1852)
- Ernst Casimir II. zu Ysenburg und Büdingen (1806–1861)
- Ernst Friedrich I. (Sachsen-Hildburghausen), Herzog (1715–1724)
- Ernst Friedrich II. (Sachsen-Hildburghausen), Herzog (1724–1745)
- Ernst Friedrich III. (Sachsen-Hildburghausen), Herzog (1748–1780)
- Ernst Friedrich (Sachsen-Coburg-Saalfeld), Herzog (1864–1800)
- Ernst Friedrich (Baden-Durlach), Markgraf (1584–1604)
- Ernst Günther (Schleswig-Holstein-Sonderburg-Augustenburg), Herzog (1609–1689)
- Ernst Johann von Biron, Herzog von Kurland (1737–1772)
- Ernst Ludwig (Hessen-Darmstadt), Großherzog (1892–1918)
- Ernst Ludwig (Pommern), Herzog (1569–1592)
- Ernst Ludwig (Hessen-Darmstadt, Landgraf), Landgraf (1678–1739)
- Ernst Ludwig I. (Sachsen-Meiningen), Herzog (1672–1724)
- Ernst Ludwig II. (Sachsen-Meiningen), Herzog (1726–1729)
- Ernst (Bayern) (1373–1438), Herzog von Bayern-München
- Ernst von Bayern (1438–1460), Sohn von Herzog Albrecht III. von Bayern-München
- Ernst von Bayern (1500–1560), Prinz von Bayern, Administrator von Passau und Salzburg, Pfandherr der Grafschaft Glatz
- Ernst von Bayern (1554–1612), Prinz von Bayern, Erzbischof von Köln
- Ernst (Anhalt) (1454–1516), Fürst von Anhalt-Dessau
- Ernst (Bayern), Herzog (1397–1438)
- Ernst der Eiserne, Herzog von Österreich (1402–1424)
- Ernst von Österreich (1553–1595), Erzherzog
- Ernst (Sachsen), Kurfürst (1467–1486)
- Ernst zur Lippe-Biesterfeld, Fürst (1897–1904)
- Ernst (Österreich), Markgraf (1055–1075)
- Ernst (Schaumburg), Graf von Holstein-Pinneberg (1601–1622)
- Ernst (Troppau), Herzog von Troppau (1433–1461) und Herzog von Münsterberg (1452–1456)